# Guillaume Briat
Pour les articles homonymes, voir Briat.
Guillaume Briat, né le 17 décembre 1966 à Paris, est un acteur français.
Il est connu pour le rôle du roi burgonde dans la série télévisée Kaamelott. Il est également la voix actuelle d'Obélix, l'interprétant notamment dans les deux longs-métrages d'animation d'Alexandre Astier et Louis Clichy, Astérix : Le Domaine des dieux (2014) et Astérix : Le Secret de la potion magique (2018), ou encore dans les jeux vidéos Astérix et Obélix XXL 3 et Baffez-les tous.

## Biographie
De ses premiers pas dans une pièce de Labiche à Hélène Cixous auteure rigoureuse du Théâtre du Soleil chez Ariane Mnouckine où il passe trois années.
De Jean-Jacques Beineix, sa première expérience cinématographique en 1988, à sa rencontre avec Alexandre Astier en 2005 avec qui il travaille sur la série Kaamelott puis Kaamelott le film sorti en 2021. 
Fidèle Alexandre Astier lui propose en 2013 d’être la voix d’Obélix dans deux adaptations de la bande dessinée pour le cinéma.
Au milieu de ces projets, plusieurs courts métrages, avec lesquels il obtient deux prix d’interprétations, dont un, au festival international de Clermont-Ferrand pour son rôle principal.

## Théâtre

### 1986-1995
- La Villégiature de Carlo Goldoni, mise en scène de Claudia Morin
- Tapatoudi, création collective, mise en scène d'Anouch Paré
- Une dernière soirée de carnaval de Carlo Goldoni
- 3,2,1 chantez, revue fantaisiste des années 1950
- Le Chat botté de Jean-Claude Grumberg, mise en scène de Jean-Claude Penchenat (Théâtre du Campagnol)
- Macbeth de William Shakespeare, mise en scène de Régis Santon
- Phiphi, opérette de Willemtz et Sollar, mise en scène d'Olivier Bezenech

### 1996-1999
- Tambours sur la digue, mise en scène d'Ariane Mnouchkine (Théâtre du Soleil)
- Et soudain, des nuits d'éveil, mise en scène d'Ariane Mnouchkine (Théâtre du Soleil)
- Tout est bien qui finit bien, mise en scène d'Irina Brook (Festival d'Avignon)

### 2010-2019
- Jo d'Alec Coppel, mise en scène Benjamin Guillard, théâtre du Gymnase[1]

## Filmographie

### Cinéma

#### Longs métrages
- 1989 : Roselyne et les Lions, de Jean-Jacques Beineix : Matou
- 1989 : L'Amour, de Philippe Faucon : Paulo
- 1990 : Le Mari de l'ambassadeur, série télé de François Velle
- 1994 : L'Histoire du garçon qui voulait qu'on l'embrasse, de Philippe Harel
- 1996 : Tout ce qui brille, téléfilm de Lou Jeunet : Antoine, le mitron
- 1997 : Comme des rois, de François Velle : le photographe
- 2000 : Le Birdwatcher, de Gabriel Auer
- 2001 : Le Soleil au-dessus des nuages, d'Éric Le Roch : le collègue barbu
- 2004 : Virgil, de Mabrouk El Mechri
- 2006 : Jean-Philippe, de Laurent Tuel
- 2008 : Bouquet final de Michel Delgado : le prêtre
- 2009 : Les Aventures extraordinaires d'Adèle Blanc-Sec de Luc Besson : le crieur
- 2010 : Opération 118 318, sévices clients de Julien Baillargeon
- 2010 : Le Mac de Pascal Bourdiaux : client restaurant
- 2011 : Halal police d'État de Rachid Dhibou : le moine
- 2011 : Les Aventures de Philibert, capitaine puceau de Sylvain Fusée : le garde chiourme
- 2015 : L'Astragale de Brigitte Sy : le patron café
- 2015 : Floride de Philippe le Guay : Guillaume
- 2015 : L'Échappée belle d'Émilie Cherpitel : le chauffeur de taxi
- 2015 : Un début prometteur d'Emma Luchini : Crawford
- 2015 : L'élan d'Étienne Labroue : le chasseur
- 2016 : Les Visiteurs : La Révolution de Jean-Marie Poiré : l'aubergiste
- 2016 : Au nom de ma fille de Vincent Garenq : l'avocat général
- 2017 : Bonne Pomme de Florence Quentin : le pâtissier
- 2017 : Les Fantômes d'Ismaël d'Arnaud Desplechin : Luc
- 2018 : Ma fille de Naidra Ayadi : Patron du bar
- 2019 : Chamboultout d'Éric Lavaine : Hugues
- 2021 : Kaamelott : Premier Volet d'Alexandre Astier : le Roi Burgonde
- 2021 : Super-héros malgré lui de Philippe Lacheau : le moine

#### Moyens métrages
- 1993 : Le Beau Pavel de Lou Jeunet
- 1999 : Dégustation d'Éric Valette
- 1999 : La Ferme de Mathieu Zeitindjioglou
- 2002 : DV expérience d'Éric Duret
- 2003 : Qui frappe à la porte d'Henri Michel d'Emmanuel Labori. Prix d'interprétation.
- 2006 : Jeune de banlieue de Disiz la Peste
- 2009 : Dans le décor d'Olivier Volcovici. Prix d'interprétation au Festival de Clermont Ferrand
- 2010 : La fontes des glaces de Stéphane Raymond et Julien Lacheray
- 2010 : Flaubert et Buisson de Sylvain Desclous et Vincent Staropoli
- 2013 : Triumph de Florian Baudouin et Damien Martinière
- 2015 : Clitopraxis d'Emmanuel Laborie
- 2016 : George de David Coudyser : George
- 2017 : Je suis à l'ouest de David Coudyser : Antoine

#### Films d'animation
- 2014 : Astérix : Le Domaine des dieux : Obélix
- 2018 : Astérix : Le Secret de la potion magique : Obélix

### Télévision
- 1989 : Racket, d'Emmanuel Fonlladosa[à définir] : [Qui ?] [réf. nécessaire]
- 2001 : The Lift, de Clément Haigrai[à définir] : [Qui ?] [réf. nécessaire]

#### Téléfilm
- 2002 : Don Quichotte, de Jacques Deschamps : [Qui ?][réf. nécessaire]

#### Documentaire-fiction
- 2012 : Le Cerveau d'Hugo : le bibliothécaire

#### Séries télévisées
- 2002 : Les Enquêtes d'Éloïse Rome : le manager de l'hôtel
- 2005-2009 : Kaamelott : le roi burgonde
  - Livre I, épisode 24 (tome 1) : L’Interprète
  - Livre II, épisode 03 (Tome 1) : Le Dialogue de paix
  - Livre III, épisode 42 (Tome 1) : Le Dialogue de paix II
  - Livre IV, épisode 44 (Tome 1) : Les Envahisseurs
  - Livre IV, épisode 63 (Tome 2) : Le Jeu de la guerre
  - Livre VI : épisode 4 : Arturi Inquisitio
- 2012 : Les Petits Meurtres d'Agatha Christie de Renaud Bertrand : Raoul Cochin (épisode : Le couteau sur la nuque)
- 2016 : Profilage de Simon Astier : Georges, le Gardien (épisode Momie)
- 2016 : La Petite Histoire de France : le curé (les Arc)
- 2018 : Munch : le substitut Germain (saison 2, épisode 6)
- 2019 : Le Bazar de la Charité d'Alexandre Laurent : Receleur

### Web-séries
- 2021 : Brocéliande : Maître Briat

## Ludographie
- 2018 : Astérix et Obélix XXL 3 : Le Menhir de cristal : Obélix
- 2021 : Astérix et Obélix : Baffez-les tous ! : Obélix
- 2022 : Astérix et Obélix XXXL : Le bélier d'Hibernie : Obélix
- 2023 : Astérix et Obélix : Baffez-les tous ! 2 : Obélix

## Fiction audio
- 2020 : Le Menhir d'or : Obélix

## Attractions
- 2019 : Attention Menhir au Parc Astérix : Obélix

## Distinctions
- Festival de Cannes 1990 : Prix Perspective pour le film : L'Amour, de Philippe Faucon
- Festival Paris Tout Court 2003 : Prix d'interprétation pour rôle principal : Qui frappe à la porte d'Henri Michel ?
- Festival international du court métrage de Clermont-Ferrand 2010 : Prix d'interprétation pour rôle principal : Dans le décor d'Olivier Volcovici